# Bronx High School of Science
La Bronx High School of Science, communément appelée Bronx Science, ou juste Science, est un lycée préparatoire scientifique de New York situé à Bedford Park dans l'arrondissement du Bronx et fondé en 1938. Destinée aux lycéens particulièrement brillants, l'école relève du département de l'Éducation de la ville de New York et emmène ses étudiants jusqu'à la licence. Les lycéens y sont admis sur concours (Specialized High Schools Admissions Test). La plupart des étudiants de Bronx Science font un master, souvent dans l'une des universités de l'Ivy League.

## Anciens élèves notables
- Charles Bernstein
- Leon Cooper, physicien américain né en 1941, prix Nobel de physique 1972
- Samuel R. Delany, né en 1942, écrivain afro-américain de science-fiction.
- Todd Gitlin, sociologue et essayiste
- Sheldon Glashow, physicien américain né en 1932, prix Nobel de physique 1979
- Roy J. Glauber, physicien américain né en 1925, prix Nobel de physique 2005
- Russell Alan Hulse, physicien américain né en 1950, prix Nobel de physique 1993
- Robert Lefkowitz, physicien et chimiste américain né en 1943, prix Nobel de chimie 1992
- H. David Politzer, physicien américain né en 1949, prix Nobel de physique 2004
- Melvin Schwartz, physicien américain né en 1932, prix Nobel de physique 1988
- Dava Sobel, romancière et vulgarisatrice scientifique née en 1947
- Bernard L. Stein, journaliste américain né en 1941
- Neil deGrasse Tyson, astrophysicien et vulgarisateur scientifique, entre 1973 et 1976
- Steven Weinberg, physicien américain né en 1933, prix Nobel de physique 1979
- Daniel Libeskind, architecte né en 1946, architecte renommé